# 13 Batalion Saperów (1939)

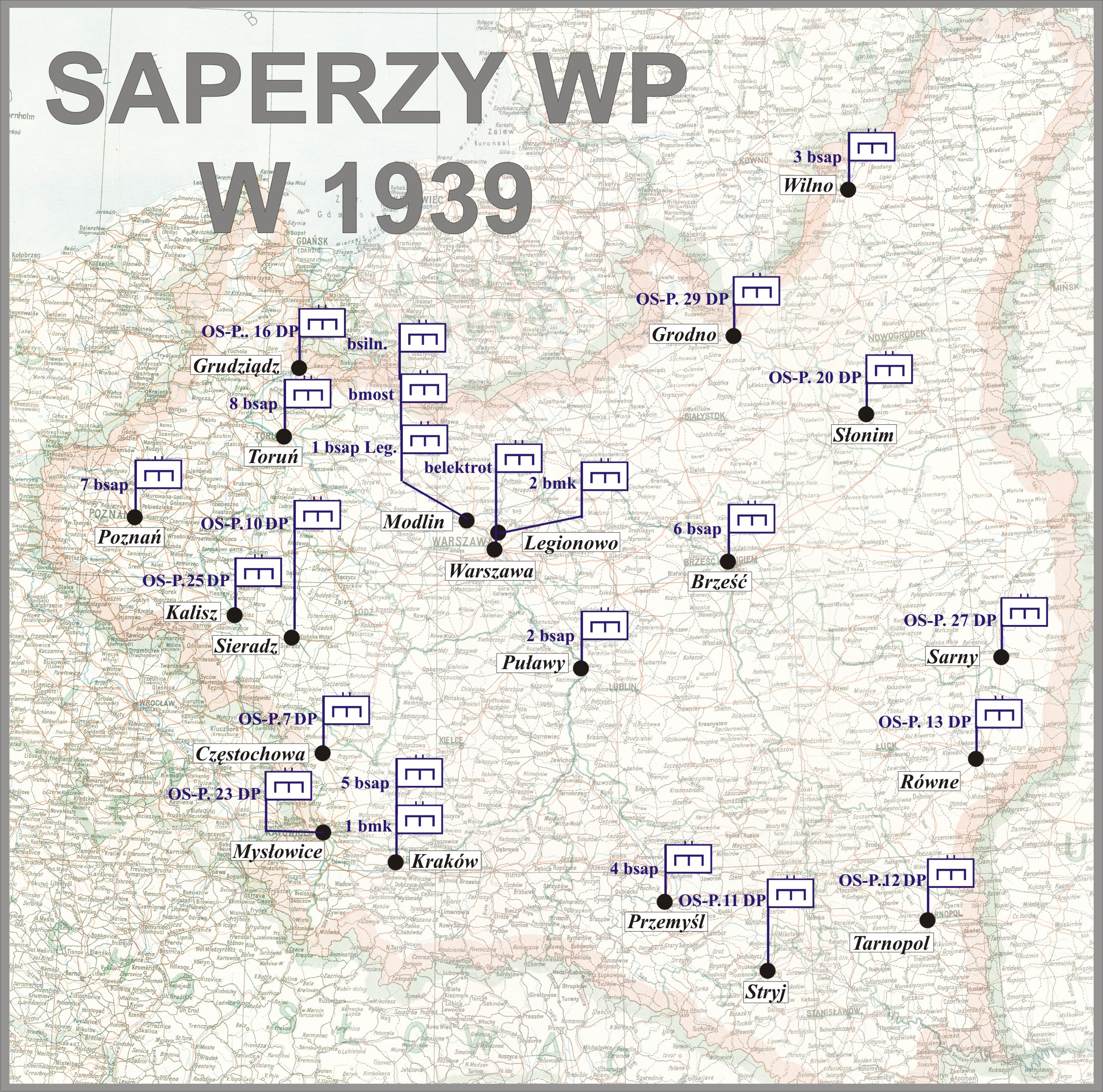
Jednostki saperskie WP w 1939

13 batalion saperów (13 bsap) – oddział saperów Wojska Polskiego II RP.
Batalion nie występował w pokojowej organizacji wojska. Został sformowany w 1939 przez Ośrodek Sapersko-Pionierski 13 DP.

## Ośrodek Sapersko-Pionierski 13 DP
Na podstawie rozkazu Ministra Spraw Wojskowych L. dz. 2127/tjn. z 22 maja 1937 roku o wydzieleniu kompanii saperów dla 7, 10, 11, 12, 13, 18, 25 i 27 DP oraz utworzeniu 12 ośrodków sapersko-pionierskich został sformowany Ośrodek Sapersko-Pionierski 13 Dywizji Piechoty.
Organizacja i obsada personalna ośrodka
Organizacja i obsada personalna ośrodka w marcu 1939 roku:
- dowódca ośrodka – mjr Jan Ulejczyk
- zastępca dowódcy – kpt. Aleksander II Kobyliński (*)[c]
- adiutant – por. Tadeusz Walenty Sulkowski (*)[c]
- oficer materiałowy – kpt. Aleksander II Kobyliński (*)[c]
- oficer mobilizacyjny – por. Tadeusz Walenty  Sulkowski(*)[c]
- dowódca kompanii saperów – kpt. Roman Bujanowski
- dowódca plutonu – por. Zygmunt Feliks Starczewski
- dowódca plutonu – ppor. Tadeusz Dobraszczyc
- dowódca plutonu specjalnego – por. Eugeniusz Sochacki

W 1939 ośrodek sformował batalion saperów dla 12 Dywizji Piechoty.
13 sierpnia 1939 13 Ośrodek Sapersko-Pionierski w Równem sformował batalion saperów dla 13 Dywizji Piechoty.

## Struktura i obsada personalna batalionu
Obsada personalna we wrześniu 1939:
Dowództwo batalionu
dowódca – mjr Jan Roch Ulejczyk
zastępca dowódcy – kpt. Aleksander Kobyliński
- 1 kompania saperów – por. Tadeusz Walenty Sułkowski
- 2 kompania saperów –
- 3 zmotoryzowana kompania saperów –
- kolumna saperska –
- kolumna pontonowa – ppor. rez. Wacław Słodkowski